# Trochospirillina
Trochospirillina es un género de foraminífero bentónico de la subfamilia Involutininae, de la familia Involutinidae, del suborden Involutinina y del orden Involutinida. Su especie tipo es Trochospirillina granulosa. Su rango cronoestratigráfico abarca el Oxfordiense (Jurásico superior).

## Clasificación
Trochospirillina incluye a las siguientes especies:
- Trochospirillina granodisca †
- Trochospirillina granulosa †
- Trochospirillina radiata †